# Grupo B.M.P.T.
El Grupo B.M.P.T. es una asociación artística francesa de pintura contemporánea. BMPT es un acrónimo de sus fundadores, Daniel Buren, Olivier Mosset, Michel Parmentier y Niele Toroni. Estuvieron asociados desde diciembre de 1966 y diciembre de 1967, año en el que celebraron cuatro exposiciones con el nombre de «Manifestation - 1 - 2 - 3 - 4». 
En sus pinturas señalan la negativa a comunicar el menor mensaje y se abstienen de todas las emociones. Reivindican una repetición de un mismo motivo elegido. 
- Daniel Buren raya verticalmente sus telas de manera uniforme y repetitiva dejando ver el mismo intervalo entre las líneas para suscitar una legibilidad perfecta.
- Olivar Mosset repite círculos negros idénticos sobre fondos blancos.
- Michel Parmentier pinta grandes bandas horizontales delimitadas a la cinta adhesiva con el fin de suprimir todo desbordamiento del pincel.
- Niele Toroni utiliza la impresión de un pincel como único motivo sobre la tela encerada a intervalo regular.